# Charles Vigurs
Charles Alfred Vigurs (11. juli 1888 – 22. februar 1917) var en britisk gymnast som deltog under OL 1908 i London og 1912 i Stockholm. 
Vigur vandt en bronzemedalje i gymnastik under OL 1912 i Stockholm. Han var med på det britiske hold som kom på en tredjeplads i holdkonkurrencen i multikamp efter Italien og Ungarn. Der var fem hold fra fem lande som var med i konkurrencen, som blev afholdt på Stockholms Stadion. Der var mellem 16 og 40 deltagere på hvert hold. 